# Càmera IP

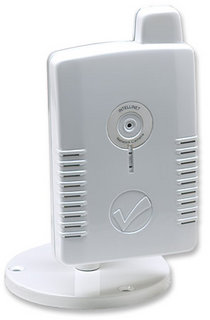
Càmera IP

Una càmera IP és una càmera que emet les imatges directament a la intranet o internet sense necessitat d'un ordinador. La primera càmera IP centralitzada va ser l'Axis NetEye 200, fabricada el 1996 per Axis Communications.

## Característiques
Una càmera de xarxa incorpora el seu propi miniordinador, la qual cosa li permet emetre vídeo per si mateixa.
A més de comprimir i enviar el vídeo, pot tenir una gran varietat de funcions:
- Enviament de correus electrònics amb imatges.
- Activació mitjançant moviment de la imatge.
- Activació mitjançant moviment de només una part de la imatge.
- Creació d'una màscara en la imatge, per ocultar-ne una part o col·locar-hi un logo.
- Activació a través d'altres sensors.
- Control remot per moure la càmera i apuntar a una zona.
- Programació d'una seqüència de moviments en la pròpia càmera.
- Possibilitat de guardar i emetre els moments anteriors a un esdeveniment.
- Utilització d'un diferent nombre de fotogrames segons la importància de la seqüència. Per a conservar l'amplada de banda.
- Actualització de les funcions per programari.

Les càmeres IP permeten veure en temps real què està passant en un lloc, encara que estigui a milers de quilòmetres de distància. Són càmeres de vídeo de gran qualitat que incorporen un ordinador que es connecta directament a Internet.
Una càmera IP (o una càmera de xarxa) és un dispositiu que conté:
- Una càmera de vídeo de gran qualitat, que capta les imatges.
- Un xip de compressió que prepara les imatges per ser transmeses per Internet.
- Un ordinador que es connecta per si mateix a Internet.

### Gravador de dades
Avui dia molts dels sistemes de videovigilancia o càmeres de seguretat també porten sistemes automàtics d'enregistrament d'imatges. S'hi pot accedir des de qualsevol dispositiu connectat a Internet.

### Visió en viu
Amb les càmeres IP es pot veure què està passant en un precís moment. L'usuari es connecta a través d'Internet a una adreça IP que correspon a les seves càmeres.
- Les càmeres IP permeten a l'usuari tenir la càmera en una localització i veure el vídeo en viu des d'un altre lloc a través d'Internet per mitjà d'IP públiques fixes o sistemes DDNS.
- L'accés a aquestes imatges està totalment (en el cas que sigui xifrat) restringit: només les persones autoritzades poden veure-les. També es pot oferir accés lliure i obert si el vídeo en directe es desitja incorporar a la pàgina web d'una companyia perquè tots els internautes hi tinguin accés.

### Microordinador
- Una càmera IP té incorporat un ordinador petit i especialitzat a executar aplicacions de xarxa. Per tant, la càmera IP no necessita estar connectada a un PC per funcionar. Aquesta és una de les seves diferències amb les denominades càmeres web.
- Una càmera IP té la seva pròpia adreça IP i es connecta a la xarxa com qualsevol altre dispositiu; incorpora el programari necessari de servidor de web, servidor o client FTP, de correu electrònic. També té la capacitat d'executar petits programes personalitzats (denominats scripts).
- També inclou entrades per a alarmes i sortida de relé.
- Les càmeres de xarxa més avançades poden equipar-se amb moltes altres funcions de valor afegit com són la detecció de moviment i la sortida de vídeo analògic.

### Comparació amb càmeres de video
Les càmeres IP incorporen totes les funcions d'una càmera de video i afegeixen més prestacions.
- La lent de la càmera enfoca la imatge en el sensor d'imatge (CCD). Abans d'arribar al sensor, la imatge passa pel filtre òptic que elimina qualsevol llum infraroja i mostra els colors correctes.
- Actualment estan apareixent càmeres dia/nit que disposen d'un filtre d'infrarojos automàtic. Aquest filtre es col·loca davant del CCD només quan les condicions de llum són adequades, proporcionant-nos d'aquesta manera imatges en color. Quan les condicions de llum baixen aquest filtre es desplaça i la càmera emet el senyal en blanc i negre produint més lluminositat i d'aquesta manera podem il·luminar l'escena amb llum infraroja i veure en total foscor.
- El sensor d'imatge converteix la imatge, que està composta per informació lumínica, en senyals elèctrics. Aquests senyals elèctrics es troben ja en un format que pot ser comprimit i transferit a través de xarxes.
- Com les càmeres de vídeo convencionals, les càmeres IP gestionen l'exposició (el nivell de llum de la imatge), l'equilibri de blancs (l'ajust dels nivells de color), la nitidesa de la imatge i altres aspectes de la qualitat de la imatge. Aquestes funcions les duu a terme el controlador de càmera i el xip de compressió de vídeo.
- Les càmeres IP comprimeixen la imatge digital en una imatge que conté menys dades per permetre una transferència més eficient a través de la Xarxa, càmeres MPEG-4.